# 馬羅 (2022年電影)
《馬羅》（英語：Marlowe）是一部2022年美國、愛爾蘭、西班牙和法國合拍的新黑色犯罪驚悚片，由尼爾·喬丹執導，威廉·莫納漢編劇，改編自約翰·班維爾的2014年小說《黑眼金髮女郎》（The Black-Eyed Blonde）。連恩·尼遜在片中主演雷蒙·錢德勒創造的虛構人物——私家偵探菲力普·馬羅，講述馬羅在1930年代後期受僱尋找一位迷人女繼承人的前情人；其他主演陣容包括黛安·克魯格、潔西卡·蘭芝、艾德瓦利·亞肯努耶-阿嘉巴傑、伊恩·哈特、寇姆·明尼、丹妮拉·梅爾基奧、弗朗柯斯·阿諾德、席娜·凱絲蕾、丹尼·休斯頓和亞倫·甘明。
本片2022年9月24日在第70屆聖賽巴斯提安國際影展上首映。

## 演員
- 連恩·尼遜飾演菲力普·馬羅
- 黛安·克魯格飾演克萊兒·卡文迪許（Clare Cavendish）
- 潔西卡·蘭芝飾演朵洛西·卡文迪許（Dorothy Cavendish）
- 艾德瓦利·亞肯努耶-阿嘉巴傑飾演塞德里克（Cedric）
- 伊恩·哈特飾演喬·葛林（Joe Green）
- 寇姆·明尼（英语：Colm Meaney）飾演伯尼·奧爾斯（Bernie Ohls）
- 丹妮拉·梅爾基奧飾演琳恩·彼得森（Lynn Peterson）
- 弗朗柯斯·阿諾德（英语：François Arnaud (actor)）飾演尼克·彼得森（Nico Peterson）
- 席娜·凱絲蕾（英语：Seána Kerslake）飾演阿曼達·托克斯（Amanda Toxteh）
- 丹尼·休斯頓飾演弗洛伊德·漢森（Floyd Hanson）
- 亞倫·甘明飾演盧·亨德里克斯（Lou Hendricks）
- 派屈克·莫頓（英语：Patrick Muldoon）飾演李察·卡文迪許（Richard Cavendish）

## 製作
《馬羅》是演員連恩·尼遜的第一百部電影作品。威廉·莫納漢撰寫了劇本，改編自約翰·班維爾的2014年小說《黑眼金髮女郎》（The Black-Eyed Blonde）。尼遜於2017年3月出演，尼爾·喬丹2021年6月簽約執導電影。2021年11月宣布了其餘演員陣容。
電影2021年11月展開主要拍攝，歷時兩個月。片中洛杉磯外景的拍攝在西班牙巴塞隆拿進行，內景則在愛爾蘭都柏林拍攝。喬丹引用1982年電影《銀翼殺手》作為對本片形象的影響，「我正在製作一部洛杉磯拍攝的時代電影，但不知何故算是科幻片……《銀翼殺手》是一部供設計師和攝影團隊參考的絕佳電影。」

## 發行
本片2022年9月24日登上第70屆聖賽巴斯提安國際影展全球首映，同時擔任閉幕片。電影原定2022年12月2日在美國上映，但被延遲到2023年2月15日。

## 外部連結
- 互联网电影数据库（IMDb）上《馬羅》的资料（英文）
- AllMovie上《馬羅》的资料（英文）
- 爛番茄上《馬羅》的資料（英文）